# Tranquillo
El tranquillo es el modo o hábito especial que se aprende empírica o casualmente y mediante el cual una operación o trabajo se realiza con más éxito y destreza, o una máquina se maneja con más facilidad. Se suele usar con las expresiones coger el tranquillo o encontrar el tranquillo.

## Tauromaquia
En tauromaquia el tranquillo es la manera, forma o maña especial que los diestros adquieren unas veces con la práctica en la ejecución de una suerte, y en ocasiones intuitivamente desde el primer momento, muy particularmente en determinados lances, en los que la precisión de las reglas no es absoluta y el éxito de su ejecución depende de la eficacia del tranquillo empleado. Así, por ejemplo, en la suerte de matar y más especialmente a volapié, cada estoqueador que ha sobresalido ha poseído su tranquillo particular y en la mayoría de los casos intuitivo, hasta el punto de que a algunos les ha sorprendido su revelación, pues inconscientemente, sin darse cuenta, lo empleaban.
En ocasiones (como se ha visto en la nota anterior), es un recurso que sugiere la experiencia y que el hábito transforma en maña, gracias a lo cual se evita más fácilmente un riesgo o una dificultad. El tranquillo nada tiene que ver con el estilo, como no lo altere o modifique hasta el punto de perjudicarlo.
En los primeros tratados de tauromaquia, el de [[Pepe Híllo]], por ejemplo, se habla del tranquillo como "para expresar que una sabe ó la otra suerte; verbigracia: ha cogido el tranquillo a la capa, a los recortes, etc." Sánchez de Neira la hace sinónimo de trampa, maña censurable, astucia, etc.